# 대전지방국세청 정보화센터
대전지방국세청 정보화센터는 대한민국 국세청 대전지방국세청 소속기관으로 대구지방국세청, 광주지방국세청에 이어 3번째로 개소하여 30∼40여명이 근무하고 있다. 대전광역시 서구 둔산동 신용협동조합중앙회 13층에 위치해 있다.

## 연혁
- 2009년 12월 8일 대전지방국세청 정보화센터 개소

## 주요 업무
- 신고서 입력 및 오류 정정 등 전산 입력 업무 통합 관리

## 같이 보기
- 서울지방국세청 정보화센터
- 부산지방국세청 정보화센터
- 광주지방국세청 정보화센터
- 대구지방국세청 정보화센터